# Deborah Jevans
Deborah Jevans, detta Debbie (Londra, 20 maggio 1960), è un'ex tennista britannica.
È conosciuta anche come Deborah Jevans-Jarrett.

## Carriera
In carriera ha vinto un titolo di doppio, il Torneo di Sardegna nel 1982, in coppia con la connazionale Elizabeth Jones. Nei tornei del Grande Slam ha ottenuto il suo miglior risultato raggiungendo i quarti di finale di doppio misto a Wimbledon nel 1978, in coppia con il connazionale Andrew Jarrett.

## Statistiche

### Doppio

#### Vittorie (1)
| Numero | Anno          | Torneo                        | Superficie | Compagna        | Avversarie in finale            | Punteggio |
| 1.     | 2 maggio 1982 | Torneo di Sardegna, Arzachena |            | Elizabeth Jones | Catrin Jexell Susana Villaverde | 7-6, 6-2  |

### Doppio

#### Finali perse (1)
| Numero | Anno           | Torneo                        | Superficie | Compagna | Avversarie in finale         | Punteggio     |
| 1.     | 10 giugno 1979 | Kent Championships, Beckenham |            | Jo Durie | Elizabeth Little Keryn Pratt | non disputata |